# هگزانوئیک اسید
هگزانوئیک اسید (به انگلیسی: Hexanoic acid) یک ترکیب شیمیایی با شناسه پاب‌کم ۸۸۹۲ است. شکل ظاهری این ترکیب، مایع روغنی است.
هگزانوییک اسید یاکاپروییک اسید دارای فورمولCH3CH2CH2CH2CH2COOHمیباشد .عامل بوی مخصوص بز و جوراب های ورزشی کثیف است 
نام این اسید ازکلمه لاتین caperبه معنای بز گرفته شده است
( عبدالکریم جمشیدی )